# Municipal Puente Alto
El Municipal Puente Alto Club Deportivo es un equipo de básquetbol chileno de la ciudad de Puente Alto, Región Metropolitana de Santiago.
Fundado en el año 2004, el club Municipal Puente Alto es desde esa fecha constante protagonista del baloncesto profesional chileno. En sus años de existencia, el equipo ha disputado los más importantes torneos cesteros del país, incluyendo la Dimayor, Domani, Libcentro y Liga Nacional de Básquetbol de Chile.
Puente Alto es una institución destacada por la formación de jugadores que durante su historia ha conseguido diversos logros en los principales torneos de series menores en Chile. El 2010 la institución se une a la Liga Nacional de Básquetbol (LNB). Actualmente, se encuentra en la búsqueda de reeditar sus grandes actuaciones en el Gimnasio Municipal Irene Velásquez de Puente Alto.

## Historia
Fundado en 2004, disputa de manera consecutiva la DIMAYOR hasta la temporada 2008.
En el 2010 se une a la Liga Nacional de Básquetbol en la cual participa hasta la temporada 2012-13. Vuelve en 2014-15 y teniendo una participación ininterrumpida desde esa fecha a la actualidad.

## Datos del Club
- Temporadas en Dimayor: 5 (2004-2008).
- Temporadas en LNB: 13 (2010 a 2012-13 / 2014-15 a la fecha).

## Palmarés
- Libcentro: 3 (2005, 2017 y 2018).
  - Subcampeón: 1 (2008).
- Domani: 1 (2015).
  - Subcampeón: 1 (2022).